# Antocha basivena
Antocha basivena är en tvåvingeart som beskrevs av Alexander 1936. Antocha basivena ingår i släktet Antocha och familjen småharkrankar. Inga underarter finns listade i Catalogue of Life.